# Hater
Hater – amerykański zespół grunge'owy, założony w 1993 roku, jako poboczny projekt, przez dwóch muzyków Soundgarden - Bena Shepherda i Matta Camerona. Przez skład zespołu, przewinęło się wielu muzyków, m.in. gitarzysta John McBain, basista John Waterman i wokalista Brian Wood, brat zmarłego w 1990 roku wokalisty Mother Love Bone, Andrew Wooda. Zespół wydał 2 płyty, "Hater" (1993) i "2nd" (2005). Hater rozpadł się w 1997 roku, od tego czasu reaktywowali się dwukrotnie - w 2005 roku, i 2008.

## Członkowie zespołu
- Ben Shepherd – gitara, wokal (1993-1997, 2008)
- Matt Cameron – perkusja, wokal (1993–1997, 2008)
- John McBain – gitara (1993–1997)
- John Waterman – gitara basowa (1993–1995)
- Brian Wood – wokal (1993–1995)
- Allen Davis – gitara basowa (1995–1997)
- Andrew Church – gitara basowa (2005)
- Bubba Dupree – gitara (2005)
- Andy Duvall – perkusja (2005)

## Dyskografia

### Albumy studyjne
| Rok  | O albumie                                                                         |
| ---- | --------------------------------------------------------------------------------- |
| 1993 | Hater - Wydany: 21 września 1993 - Wytwórnia: A&M - Format: CD, Kaseta kompaktowa |
| 2005 | The 2nd - Wydany: 26 kwietnia 2005 - Wytwórnia: Burn Burn Burn - Format: CD       |

### Single
| Rok  | Singel           | Album |
| ---- | ---------------- | ----- |
| 1993 | "Who Do I Kill?" | Hater |
| 1993 | "Circles"        | Hater |